# جون كينيدي (لاعب كرة قاعدة أمريكي)
جون كينيدي (بالإنجليزية: John Kennedy)‏ هو لاعب كرة قاعدة أمريكي، ولد في 12 أكتوبر 1926 في جاكسونفيل في الولايات المتحدة، وتوفي بنفس المكان في 27 أبريل 1998.

## وصلات خارجية
- جون كينيدي على موقع دوري كرة القاعدة الرئيسي (الإنجليزية)
- جون كينيدي على موقعبيزبول رفرنس.كوم (الدوري الرئيسي) (الإنجليزية)
- جون كينيدي على موقعبيزبول رفرنس.كوم (الدوري الثانوي) (الإنجليزية)
- جون كينيدي على موقع إي إس بي إن.كوم (أم.أل.بي) (الإنجليزية)
- جون كينيدي على موقع مشجعي الرسوم البيانية (الإنجليزية)